# سیارک ۲۰۳۴۷
سیارک ۲۰۳۴۷ (به انگلیسی: 20347 Wunderlich، نامگذاری:1998HM121) بیست هزار و سیصد و چهل و هفتمین سیارک کشف شده‌است که در ۲۳ آوریل ۱۹۹۸ کشف شد.
قدر مطلق سیارک برابر ۱۶.۲ است.